# Tiquan Underwood
Tiquan Underwood (New Brunswick, 17 febbraio 1987) è un giocatore di football americano statunitense che gioca nel ruolo di wide receiver per i Tampa Bay Buccaneers della National Football League (NFL). Fu scelto nel corso del settimo giro (253º assoluto) del Draft NFL 2012 dai Jacksonville Jaguars. Al college ha giocato a football alla Rutgers University.

## Carriera professionistica

### Jacksonville Jaguars
Underwood fu scelto nel corso del settimo giro del Draft 2009 dai Jacksonville Jaguars. Fu tagliato il 5 settembre 2009 ma rifirmò per far parte della squadra di allenamento il giorno successivo. Il 23 settembre 2009 fece il suo debutto nella lega e a fine anno totalizzò 3 presenze senza ricezioni. Fu tagliato il 25 agosto 2011, dopo aver disputato 10 gare nel 2010.

### New England Patriots
Il 29 agosto 2011, Underwood firmò coi New England Patriots, ma fu tagliato cinque giorni dopo. L'8 novembre 2011, Underwood firmò nuovamente per far parte del roster attivo dei Patriots e rivitalizzare un gioco sui ritorni di kickoff latente. Fu nuovamente svincolato il 12 novembre e rifirmato il 23 dello stesso mese. Il 4 febbraio 2012, la notte prima del Super Bowl XLVI, Underwood fu svincolato ma rifirmò ancora coi Patriots due giorni dopo la sconfitta nel Super Bowl. Il 3 maggio 2012 fu tagliato definitivamente dopo che i Patriots ebbero firmato Jabar Gaffney.

### Tampa Bay Buccaneers
Il 7 maggio 2012, Underwood firmò coi Tampa Bay Buccaneers, ritrovando il suo vecchio allenatore Greg Schiano. Il primo touchdown con la nuova maglia lo segnò nella settimana 9 contro i Seattle Seahawks. Nella settimana 12 ricevette 108 yard e due touchdown dal quarterback Mike Glennon, contribuendo alla terza vittoria consecutiva della sua squadra. Il quarto TD stagionale lo segnò nell'ultima gara della stagione contro i New Orleans Saints.

## Vittorie e premi
Nessuno

## Statistiche
| Partite totali             | 19  |
| Partite totali da titolare | 0   |
| Yard su ricezione          | 141 |
| Touchdown su ricezione     | 0   |